# Toni Collette
Toni Collette, nata Toni Collett (Sydney, 1º novembre 1972), è un'attrice australiana.
Nel corso della sua carriera, ha vinto un Golden Globe, un Emmy Awards e ha ottenuto una candidatura all'Oscar alla miglior attrice non protagonista per il ruolo di Lynn Sear in The Sixth Sense - Il sesto senso, nel 2000.

## Biografia

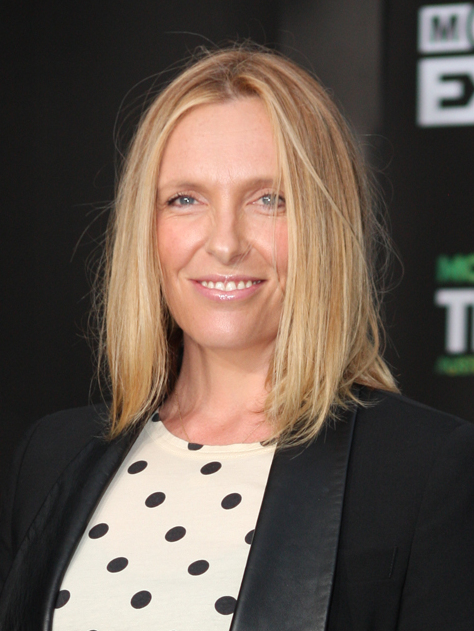
Toni Collette nel 2012

Ha iniziato a studiare recitazione presso la "National Institute of Dramatic Art" che ha poi abbandonato quando fu scelta per il film Spotswood nel 1991 con Anthony Hopkins e l'allora sconosciuto Russell Crowe. Per questo film ottiene una candidatura all'"Australian Film Industry" come miglior attrice non protagonista. Il lancio internazionale arriva nel 1994 con Le nozze di Muriel di P. J. Hogan, che la fa conoscere in tutto il mondo e le fa ottenere una candidatura al Golden Globe per la miglior attrice in una serie commedia o musicale, permettendole di lavorare negli Stati Uniti.
Nei restanti anni '90 continua ad impegnarsi in produzioni indipendenti, preferendo ruoli inconsueti e sceneggiature non convenzionali: recita in film come Emma al fianco di Gwyneth Paltrow, Velvet Goldmine, 8 donne e ½, fino ad ottenere una candidatura all'Oscar come miglior attrice non protagonista nel ruolo di Lynn Sear, madre costretta a prendere coscienza dei poteri paranormali del figlio nel film The Sixth Sense - Il sesto senso. Nel 2004 recita in Connie e Carla, accanto all'attrice e sceneggiatrice Nia Vardalos, dove entrambe interpretano delle drag queen in un locale di Los Angeles. Successivamente lavora in The Hours di Stephen Daldry, About a Boy - Un ragazzo con Hugh Grant, In Her Shoes - Se fossi lei con Cameron Diaz, Little Miss Sunshine fino a Una voce nella notte con Robin Williams.
Nel 2006 pubblica il suo primo album come cantante, Beautiful Awkward Pictures, pubblicato con l'etichetta Hoola Hoop Records con il nome Toni Collette & The Finish, gruppo di cui fa parte anche il marito batterista Dave Galafassi. Dal 2009 al 2011 è protagonista delle serie televisiva United States of Tara, dove interpreta una moglie e madre di famiglia affetta da personalità multiple. Per questo ruolo, nel 2009, si è aggiudicata l'Emmy Award come miglior attrice, un Golden Globe e una candidatura agli Screen Actor Guild Award. Nel 2018 partecipa al film horror Hereditary - Le radici del male, ricevendo per la sua interpretazione il plauso della critica. Nel 2023 è protagonista con Monica Bellucci della commedia Mafia Mamma, mentre nel 2024 recita in Giurato numero 2, seguito l'anno successivo da Mickey 17, pellicola diretta da Bong Joon-ho.

## Vita privata
Sposata dal 2003 con il batterista Dave Galafassi, ha due figli, Sage Florence (2008) e Arlo Robert (2011). Nel 2022 annuncia tramite un post sulla sua pagina Instagram ufficiale di separarsi consensualmente dal marito. È una convinta sostenitrice dei diritti degli animali e della PETA. Ha richiesto al primo ministro australiano John Howard di impegnarsi per porre fine alla pratica del mulesing, anche se successivamente ha rivisto la sua posizione.

## Filmografia

### Attrice

#### Cinema
- Spotswood, regia di Mark Joffe (1992)
- Le nozze di Muriel (Muriel's Wedding), regia di P. J. Hogan (1994)
- Pazzi per Mozart (Cosi), regia di Mark Joffe (1996)
- Tre amici, un matrimonio e un funerale (The Pallbearer), regia di Matt Reeves (1996)
- Lilian's Story, regia di Jerzy Domaradzki (1996)
- Emma, regia di Douglas McGrath (1996)
- Clockwatchers - Impiegate a tempo determinato (Clockwatchers), regia di Jill Sprecher (1997)
- The James Gang, regia di Mike Barker (1997)
- Diana & Me, regia di David Parker (1997)
- The Boys, regia di Rowan Woods (1998)
- Velvet Goldmine, regia di Todd Haynes (1998)
- 8 donne e ½ (8 ½ Women), regia di Peter Greenaway (1999)
- The Sixth Sense - Il sesto senso (The Sixth Sense), regia di M. Night Shyamalan (1999)
- Shaft, regia di John Singleton (2000)
- Hotel Splendide, regia di Terence Gross (2000)
- Ipotesi di reato (Changing Lanes), regia di Roger Michell (2002)
- About a Boy - Un ragazzo (About a Boy), regia di Chris e Paul Weitz (2002)
- Dirty Deeds - Le regole del gioco (Dirty Deeds), regia di David Caesar (2002)
- The Hours, regia di Stephen Daldry (2002)
- Japanese Story, regia di Sue Brooks (2003)
- Connie e Carla (Connie and Carla), regia di Michael Lembeck (2004)
- Last Shot (The Last Shot), regia di Jeff Nathanson (2004)
- In Her Shoes - Se fossi lei (In Her Shoes), regia di Curtis Hanson (2005)
- Little Miss Sunshine, regia di Jonathan Dayton e Valerie Faris (2006)
- Una voce nella notte (The Night Listener), regia di Patrick Stettner (2006)
- Symbiosis - Uniti per la morte (Like Minds), regia di Gregory J. Read (2006)
- The Dead Girl, regia di Karen Moncrieff (2006)
- Un amore senza tempo (Evening), regia di Lajos Koltai (2007)
- Niente velo per Jasira (Towelhead), regia di Alan Ball (2007)
- The Black Balloon, regia di Elissa Down (2008)
- Hey, Hey, It's Esther Blueburger, regia di Cathy Randall (2008)
- Jesus Henry Christ, regia di Dennis Lee (2011)
- Foster - Un regalo inaspettato (Foster), regia di Jonathan Newman (2011)
- Fright Night - Il vampiro della porta accanto (Fright Night), regia di Craig Gillespie (2011)
- Mental, regia di P. J. Hogan (2012)
- Hitchcock, regia di Sacha Gervasi (2012)
- C'era una volta un'estate (The Way, Way Back), regia di Nat Faxon e Jim Rash (2013)
- Non dico altro (Enough Said), regia di Nicole Holofcener (2013)
- Non buttiamoci giù (A Long Way Down), regia di Pascal Chaumeil (2014)
- Tammy, regia di Ben Falcone (2014)
- Hector e la ricerca della felicità (Hector and the Search for Happiness), regia di Peter Chelsom (2014)
- Miss You Already, regia di Catherine Hardwicke (2015)
- Krampus - Natale non è sempre Natale, regia di Michael Dougherty (2015)
- Imperium, regia di Daniel Ragussis (2016)
- xXx - Il ritorno di Xander Cage (xXx: Return of Xander Cage), regia di D. J. Caruso (2017)
- Il destino di un soldato (The Yellow Birds), regia di Alexandre Moors (2017)
- Codice Unlocked (Unlocked), regia di Michael Apted (2017)
- Madame, regia di Amanda Sthers (2017)
- Tutto ciò che voglio (Please Stand By), regia di Ben Lewin (2017)
- Fun Mom Dinner, regia di Alethea Jones (2017)
- Hearts Beat Loud, regia di Brett Haley (2018)
- Hereditary - Le radici del male (Hereditary), regia di Ari Aster (2018)
- Velvet Buzzsaw, regia di Dan Gilroy (2019)
- Cena con delitto - Knives Out (Knives Out), regia di Rian Johnson (2019)
- Dream Horse, regia di Euros Lyn (2020)
- Sto pensando di finirla qui (I'm Thinking of Ending Things), regia di Charlie Kaufman (2020)
- Estraneo a bordo (Stowaway), regia di Joe Penna (2021)
- La fiera delle illusioni - Nightmare Alley (Nightmare Alley), regia di Guillermo del Toro (2021)
- The Estate, regia di Dean Craig (2022)
- Mafia Mamma, regia di Catherine Hardwicke (2023)
- Giurato numero 2 (Juror #2), regia di Clint Eastwood (2024)
- Mickey 17, regia di Bong Joon-ho (2025)

#### Televisione
- Wandin Valley (A Country Practice) – serie TV, 1 episodio (1990)
- A cena da amici (Dinner with Friends), regia di Norman Jewison – film TV (2001)
- Tsunami (Tsunami: The Aftermath) – miniserie TV, 2 puntate (2006)
- United States of Tara – serie TV, 36 episodi (2009-2011)
- Rake – serie TV, 1 episodio (2012)
- Hostages – serie TV, 15 episodi (2013-2014)
- Wanderlust – serie TV, 6 episodi (2018)
- Unbelievable, regia di Lisa Cholodenko, Michael Dinner e Susannah Grant – miniserie TV (2019)
- Frammenti di lei (Pieces of Her), regia di Minkie Spiro – miniserie TV (2022)
- The Staircase - Una morte sospetta (The Staircase), regia di Antonio Campos e Leigh Janiak – miniserie TV (2022)
- Ragazze elettriche (The Power) – serie TV, 7 episodi (2023)

### Doppiatrice
- The Thief and the Cobbler, regia di Richard Williams (1993)
- Mary and Max, regia di Adam Elliot (2009)
- Boxtrolls - Le scatole magiche (The Boxtrolls), regia di Graham Annable e Anthony Stacchi (2014)
- Billy il koala, regia di Deane Taylor (2015)

## Teatro (parziale)
- Operation Holy Mountain di David Holman, regia di Helmut Bakaitis. Q Theatre di Penrith (1990)
- A Little Night Music, libretto di Hugh Wheeler, colonna sonora di Stephen Sondheim, regia di Wayne Harrison. Drama Theatre di Sydney (1990)
- Pocketful of Hula Dreams di Hilary Bell, regia di Yaron Lidschitz e Patrick Nolan. Harold Park Hotel di Glebe (1992)
- Here Comes a Chopper di Eugene Ionesco, regia di Tony Knight. NIDA Theatre di Kensington (1992)
- Away, testo e regia di Michael Gow. Blackfriars Theatre di Sydney (1992)
- Zio Vanja di Anton Čechov, regia di Neil Armfield. Sydney Theatre Company di Sydney (1992)
- Le rane di Aristofane, regia di Geoffrey Rush. Belvoir Street Theatre di Surry Hills (1992)
- Summer of the Aliens di Louis Nowra, regia di Angela Chaplin. The Wharf Theatre di Sydney (1993)
- Re Lear di William Shakespeare, regia di Rodney Fisher. Drama Theatre di Sydney (1994)
- The Boys di Gordon Graham, regia di Rowan Woods. Drama Theatre di Sydney (1998)
- The Wild Party, libretto e colonna sonora di Michael John LaChiusa, regia di George C Wolfe. August Wilson Theatre di Broadway (2000)
- The Realistic Joneses di Will Eno, regia di Sam Gold. Lyceum Theatre di Broadway (2014)

## Discografia
- 2006 - Beautiful Awkward Pictures – Toni Collette & The Finish

## Riconoscimenti
- Premio Oscar
  - 2000 – Candidatura alla miglior attrice non protagonista per The Sixth Sense - Il sesto senso
- Golden Globe
  - 1996 – Candidatura alla miglior attrice in un film commedia o musicale per Le nozze di Muriel
  - 2007 – Candidatura alla miglior attrice in un film commedia o musicale per Little Miss Sunshine
  - 2007 – Candidatura per la miglior attrice non protagonista in una serie per Tsunami
  - 2010 – Miglior attrice in una serie commedia o musicale per United States of Tara
  - 2011 – Candidatura alla miglior attrice in una serie commedia o musicale per United States of Tara
  - 2020 – Candidatura alla miglior attrice non protagonista in una serie per Unbelievable
- Premio Emmy
  - 2007 – Candidatura alla miglior attrice non protagonista in una miniserie o film per la televisione per Tsunami
  - 2009 – Miglior attrice in una serie tv commedia per United States of Tara
  - 2010 – Candidatura alla miglior attrice in una serie tv commedia per United States of Tara
  - 2020 – Candidatura alla miglior attrice non protagonista in una miniserie o film per la televisione per Unbelievable
  - 2022 – Candidatura alla miglior attrice protagonista in una miniserie o film per la televisione per The Staircase - Una morte sospetta
- Screen Actors Guild Awards
  - 2003 – Candidatura al miglior cast cinematografico per The Hours
  - 2007 – Miglior cast cinematografico per Little Miss Sunshine
  - 2010 – Candidatura alla miglior attrice in una serie commedia per United States of Tara
  - 2020 – Candidatura alla miglior attrice in una miniserie o film per la televisione per Unbelievable
- Tony Award
  - 2000 – Candidatura alla miglior attrice in un musical per The Wild Party
- Australian Film Institute International Awards
  - 2006 – Candidatura alla miglior attrice per In Her Shoes - Se fossi lei
  - 2007 – Candidatura per la miglior attrice per Little Miss Sunshine
  - 2009 – Miglior attrice per United States of Tara
  - 2010 – Miglior attrice per United States of Tara
  - 2020 – Miglior attrice non protagonista per Cena con delitto - Knives Out
- Blockbuster Entertainment Awards
  - 2000 – Miglior attrice non protagonista in un film di suspense per The Sixth Sense – Il sesto senso
  - 2001 – Miglior attrice non protagonista in un film di azione per Shaft

- Chlotrudis Award
  - 2000 – Candidatura per la miglior attrice non protagonista per The Sixth Sense – Il sesto senso
- Satellite Awards
  - 2000 – Candidatura per la miglior attrice non protagonista in un film drammatico per The Sixth Sense – Il sesto senso
  - 2003 – Candidatura per la miglior attrice non protagonista per About a Boy - Un ragazzo
  - 2004 – Candidatura per la miglior attrice per Japanese Story
  - 2005 (dicembre) – Candidatura per la miglior attrice per In Her Shoes – Se fossi lei
  - 2006 – Candidatura per la miglior attrice in una serie commedia o musicale per Little Miss Sunshine
  - 2009 – Candidatura per la miglior attrice in una serie commedia o musicale per United States of Tara
  - 2010 – Candidatura per la miglior attrice in una serie commedia o musicale per United States of Tara
  - 2020 – Candidatura per la miglior attrice non protagonista in una serie, miniserie o film per la televisione per Unbelievable
- Australian Film Institute Awards
  - 1991 – Candidatura per la miglior attrice non protagonista per Spotswood
  - 1994 – Miglior attrice per Le nozze di Muriel
  - 1996 – Miglior attrice non protagonista per Lilian's Story
  - 1998 – Miglior attrice non protagonista per The Boys
  - 2003 – Miglior attrice per Japanese Story
  - 2008 – Miglior attrice non protagonista per The Black Balloon
  - 2013 – Candidatura per la miglior attrice per Mental
  - 2017 – Candidatura per la miglior attrice in una serie drammatica per Blue Murder: Killer Cop

## Doppiatrici italiane
Nelle versioni in italiano delle opere in cui ha recitato, Toni Collette è stata doppiata da:
- Roberta Pellini in Hitchcock, Non dico altro, Non buttiamoci giù, Krampus - Natale non è sempre Natale, Codice Unlocked, Tutto ciò che voglio, Wanderlust, Unbelievable
- Alessandra Cassioli in The Sixth Sense - Il sesto senso, Connie e Carla, In Her Shoes - Se fossi lei, Little Miss Sunshine, Un amore senza tempo, Hostages, Hearts Beat Loud
- Francesca Fiorentini in The Hours, Last Shot, Una voce nella notte, Niente velo per Jasira, Velvet Buzzsaw, Estraneo a bordo, The Staircase - Una morte sospetta
- Claudia Catani in United States of Tara, Cena con delitto - Knives Out, Dream Horse, Frammenti di lei, Wayward - Ribelli
- Laura Romano in Hereditary - Le radici del male, La fiera delle illusioni - Nightmare Alley, The Estate, Ragazze elettriche, Giurato numero 2
- Tiziana Avarista in Tsunami, Fright Night - Il vampiro della porta accanto, Mickey 17
- Francesca Guadagno in Le nozze di Muriel, Shaft
- Liliana Sorrentino in 8 donne e ½, Symbiosis - Uniti per la morte
- Roberta Greganti in The Dead Girl, Il destino di un soldato
- Selvaggia Quattrini in Tammy, Madame
- Laura Boccanera in Tre amici, un matrimonio e un funerale
- Emanuela Rossi in Emma
- Chiara Salerno in Diana & Me
- Chiara Colizzi in Velvet Goldmine
- Monica Ward in A cena da amici
- Eleonora De Angelis in Ipotesi di reato
- Barbara Castracane in About a Boy - Un ragazzo
- Isabella Pasanisi in Japanese Story
- Laura Lenghi in Foster - Un regalo inaspettato
- Monica Gravina in C'era una volta un'estate
- Beatrice Margiotti in Hector e la ricerca della felicità
- Laura Maltoni in Imperium
- Barbara De Bortoli in xXx - Il ritorno di Xander Cage
- Germana Pasquero in Fun Mom Dinner
- Antonella Alessandro in Sto pensando di finirla qui
- Emanuela D'Amico in Mafia Mamma

Da doppiatrice è sostituita da:
- Cinzia Massironi in Billy il koala (Beryl)
- Alessandra Karpoff in Billy il koala (Cheryl)
- Chiara Colizzi in Ruby Gillman - La ragazza con i tentacoli